# Naxxar Lions FC
Naxxar Lions Football Club är en maltesisk fotbollsklubb baserad i In-Naxxar (maltesiska Naxxar). 
Fotbollsklubb grundades 1920. Större matcher kan spelas på Ta’ Qali-stadion i Ta’ Qali.

## Placering senaste säsonger
| Säsong  | Nivå | Liga                   | Placering | Referens | Notering |
| ------- | ---- | ---------------------- | --------- | -------- | -------- |
| 2024/25 | 1    | Maltese Premier League |           | [ 1 ]    |          |
| 2023/24 | 1    | Maltese Premier League | 6         | [ 2 ]    |          |

### Fotnoter
1. ↑  2024/25 på RSSSF
2. ↑  2023/24 på RSSSF